# ماوريسيو ويبر
ماوريسيو ويبر (بالإسبانية: Mauricio Weber)‏ (26 أكتوبر 1982 في الأوروغواي - ) هو لاعب كرة قدم أوروغواني في مركز الوسط. لعب مع انيستتوتو ورامبلا جونيورز ونادي رينتيستاس ونادي موتاجوا ‏ وسانتياغو مورنينغ ‏ ونادي فيكتوريا.

## وصلات خارجية
- ماوريسيو ويبر على موقع قاعدة بيانات كرة القدم.إي يو (الإنجليزية)
- ماوريسيو ويبر على موقع Soccerway.com (الإنجليزية)